# Місія Європейського Союзу з прикордонної допомоги Молдові та Україні
Місія Європейського Союзу з прикордонної допомоги Молдові та Україні (англ. European Union Border Assistance Mission to Moldova and Ukraine) — європейська структура, створена для контролю руху на кордонах між Молдовою та Україною.
Структура була заснована в 30 листопада 2005 за спільним проханням президентів Молдови та України. Мета місії полягає в наданні допомоги та модернізації контролю спільних кордонів двох вищеназваних країн згідно з європейськими стандартами, а також для допомоги вирішення придністровського конфлікту.